# Crittenden County (Arkansas)
Das Crittenden County ist ein County im US-amerikanischen Bundesstaat Arkansas. Im Jahr 2010 hatte das County 50.902 Einwohner und eine Bevölkerungsdichte von 32,2 Einwohnern pro Quadratkilometer. Der Verwaltungssitz (County Seat) ist Marion.
Das Crittenden County ist Bestandteil der Metropolregion Memphis.

## Geografie
Das County liegt im äußersten Osten von Arkansas und grenzt an den Mississippi River, der die Grenze zu den Bundesstaaten Tennessee und Mississippi bildet. Es hat eine Fläche von 1649 Quadratkilometern, wovon 69 Quadratkilometer Wasserfläche sind. An das Crittenden County grenzen folgende Nachbarcountys:
| Poinsett County                  |                             | Mississippi County                                   |
| Cross County, St. Francis County |                             | Tipton County (Tennessee), Shelby County (Tennessee) |
| Lee County                       | Tunica County (Mississippi) | DeSoto County (Mississippi)                          |

## Geschichte

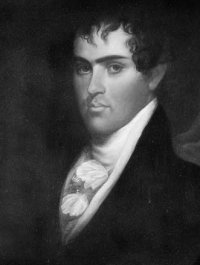
Robert Crittenden

Das Crittenden County wurde am 22. Oktober 1825 als 12. County von Arkansas aus Teilen des Phillips County gebildet. Benannt wurde es nach Robert Crittenden (1797–1834), einem amtierenden Gouverneur des Arkansas-Territoriums (1828–1829).

## Demografische Daten
Nach der Volkszählung im Jahr 2010 lebten im Crittenden County 50.902 Menschen in 18.717 Haushalten. Die Bevölkerungsdichte betrug 32,2 Einwohner pro Quadratkilometer. In den 18.717 Haushalten lebten statistisch je 2,67 Personen.
Ethnisch betrachtet setzte sich die Bevölkerung zusammen aus 47,0 Prozent Weißen, 50,9 Prozent Afroamerikanern, 0,4 Prozent amerikanischen Ureinwohnern, 0,7 Prozent Asiaten sowie aus anderen ethnischen Gruppen; 1,1 Prozent stammten von zwei oder mehr Ethnien ab. Unabhängig von der ethnischen Zugehörigkeit waren 2,1 Prozent der Bevölkerung spanischer oder lateinamerikanischer Abstammung.
28,5 Prozent der Bevölkerung waren unter 18 Jahre alt, 60,4 Prozent waren zwischen 18 und 64 und 11,1 Prozent waren 65 Jahre oder älter. 52,5 Prozent der Bevölkerung war weiblich.

Das jährliche Durchschnittseinkommen eines Haushalts lag bei 33.716 USD. Das Pro-Kopf-Einkommen betrug 18.241 USD. 27,4 Prozent der Einwohner lebten unterhalb der Armutsgrenze.

## Kultur und Sehenswürdigkeiten

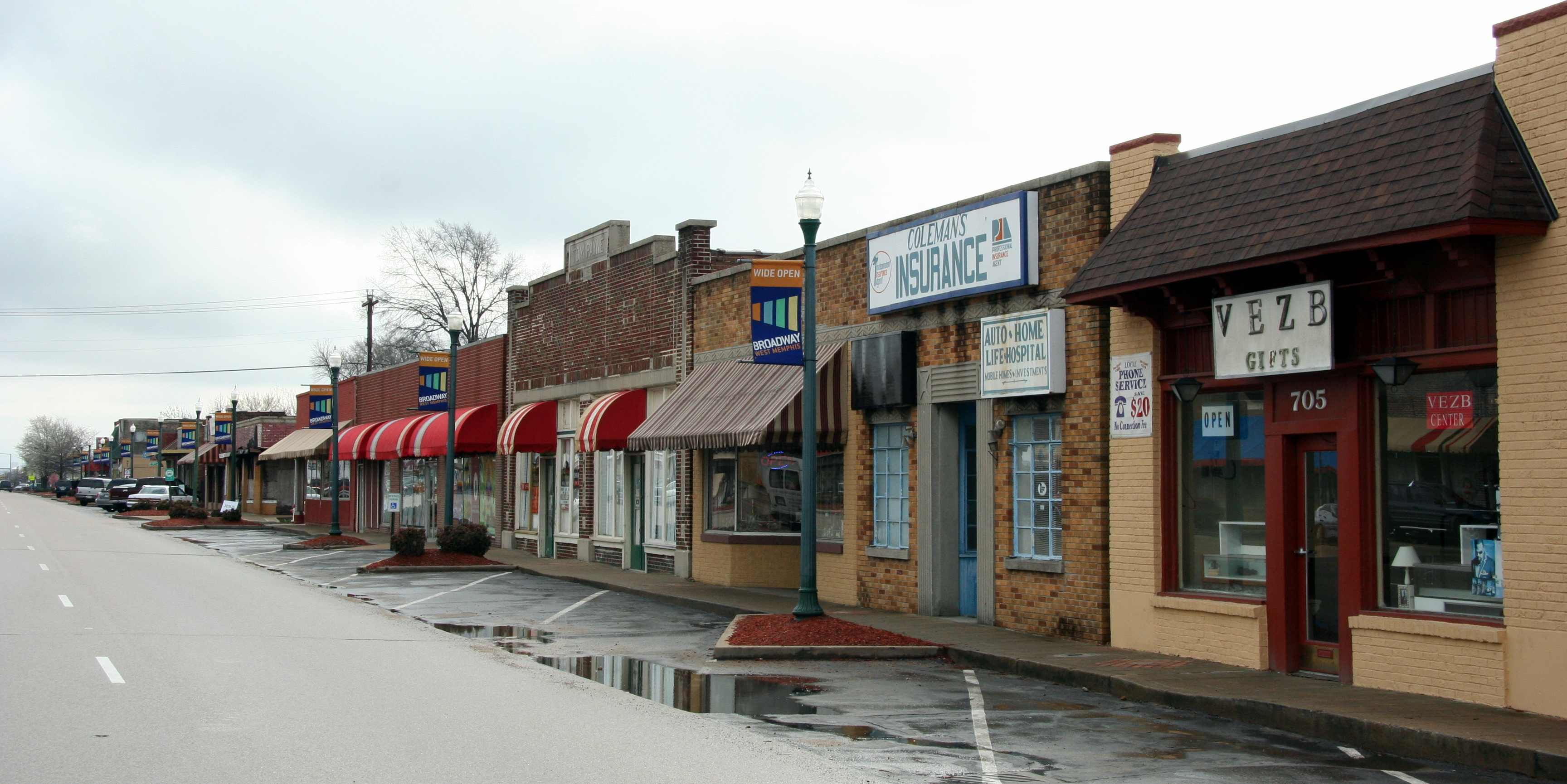
West Memphis Commercial Historic District (2011). Dieser historische Bezirk, dessen Bebauung größtenteils auf die Zeit zwischen 1930 und 1950 zurückgeht, wurde im Juli 2008 in das NRHP eingetragen.

17 Bauwerke, Stätten und historische Bezirke (Historic Districts) des Countys sind im National Register of Historic Places („Nationales Verzeichnis historischer Orte“; NRHP) eingetragen (Stand 14. Februar 2022), darunter das Verwaltungs- und Gerichtsgebäude des Countys, der Highway A-7, Gilmore to Turrell und der West Memphis Commercial Historic District.

## Ortschaften im Crittenden County
Citys
| - Clarkedale - Earle - Gilmore | - Marion - Turrell - West Memphis |

Towns
| - Anthonyville - Crawfordsville - Edmondson - Horseshoe Lake | - Jennette - Jericho - Sunset |

Unincorporated Communities
| - Amanca - Anthony Subdivision - Beck - Blanton - Booker - Briark - Brice - Browns - Bruins - Chatfield - Cloar - Crittenden - Dixie - Ebony - Felco | - Galet - Galilee - Gammon - Gavin - Grassy Lake Bottom - Harvard - Heafer - Highland Farm - Hulbert - James Mill - Julius - Kate - Lambethville - Lansing - Lehi | - Louise - Mallory Spur - Meneshea - Midway Corner - Millers - Neuhardt - Ninetysix Corner - Norvell - Patoka - Pinckney - Presley Junction - Quarles - Redman Point - Riceville - Saint Claire | - Seyppel - Shannonville - Shearerville - Simsboro - Stacy - Thompson - Three Forks - Topaz - Vincent - Waverly - Wyanoke - Wylie Spur |

## Gliederung

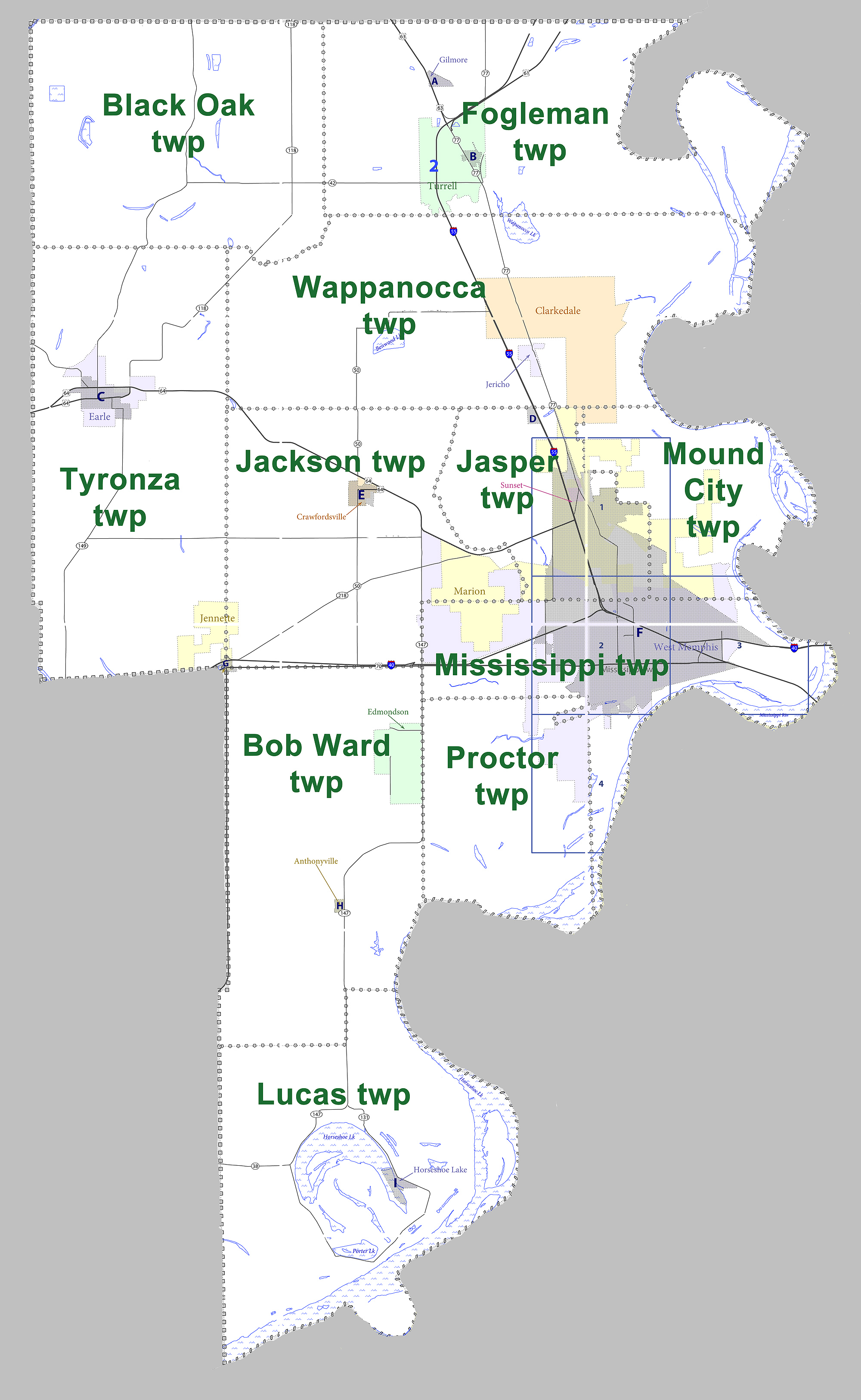
Townships im Crittenden County

Das Crittenden County ist in elf Townships eingeteilt:
| Township             | Einwohner (2010) | FIPS     |
| -------------------- | ---------------- | -------- |
| Black Oak Township   | 392              | 05-90333 |
| Bob Ward Township    | 982              | 05-90384 |
| Fogleman Township    | 1029             | 05-91314 |
| Jackson Township     | 1352             | 05-91857 |
| Jasper Township      | 14.767           | 05-91908 |
| Lucas Township       | 657              | 05-92298 |
| Mississippi Township | 26.435           | 05-92508 |
| Mound City Township  | 464              | 05-92580 |
| Proctor Township     | 942              | 05-93033 |
| Tyronza Township     | 3088             | 05-93655 |
| Wappanocca Township  | 794              | 05-93873 |